# 片倉村長
片倉 村長（かたくら むらなが、寛文5年（1665年） - 元禄4年12月8日（1692年1月25日））は、江戸時代前期の伊達家重臣。片倉景長の子。初名は政長。主君伊達綱村から一字拝領して改名した。通称は三之助、小十郎。白石片倉家第4代当主。墓所は宮城県白石市の片倉家廟所。

## 略歴
- 1680年（延宝8年）、松前家より市子を妻として迎える。
- 1681年（延宝9年）5月24日、父の死後、家督を継ぐ。
- 1683年（天和3年）、嫡子村休が産まれる。
- 1685年（貞享2年）、白石城の鎮守社として石清水八幡宮の分霊を勧請して益岡八幡宮を建立する。
- 1691年（元禄4年）、病死。享年26。

## 系譜
- 父:片倉景長
- 母:名前不詳
- 室:市子（松前広国の娘）
- 子:片倉村休